# Béla I av Ungern
Béla I, född ca 1016 död 1063, kung av Ungern från 1060. Bela I var kusin till Stefan I av Ungern. Han växte upp i Polen men återvände senare till Ungern. Han stupade i krig 1063. 

## Biografi

### Tidigt liv
Béla I var barnbarn till fursten Gézas yngre bror Mihail. Hans far var förmodligen Vazul, dock framställer samtida krönikor Vazuls lillebror, Ladislaus Szár, som hans far. Skälet till det var, att Vazul reste opposition mot Stefan I, så det hade varit politiskt "obekvämt" att fastställa, att de följande kungarna av Árpáddynastin var Vazuls avkomlingar.
Bélas födelseår är inte exakt fastställt. Han omnämns först, när han flyttade till Polen med sin bröder, Andreas och Levente. Enligt krönikorna ville prins Peter mörda dem, för att säkra sin position på den ungerska tronen. Stefan I kunde inte beskydda sina kusiner under de sista åren av sitt liv, så han rådde dem att flytta utomlands.
Först flyttade prinsarna till nuvarande Tjeckien, där de var gäster vid prins Ulriks hov. Här mötte de den polske fursten Micislav, som också var där som flykting. Sedan Micislav hade kunnat vinna sitt land tillbaka, följde de ungerska prinsarna med honom till Polen, där Béla hjälpte fursten i hans värv. Till exempel förde Béla den polska armén mot pommeranerna, och han vann. Som belöning kunde han gifta sig med Richeza, den polske furstens dotter.

### Tronarvinge
Emellertid reste sig ungrarna mot Peter, och Bélas bror Andreas blir erbjuden den ungerska tronen. Andreas kallade tillbaka Béla till Ungern och gav honom en tredjedel av landet.
Peter hade inte någon son, så Béla blev kunglig arvinge. Béla bevisade sin militära begåvning i krigen mot den tysk-romerska kejsaren Henrik III. Han vann också tillbaka södra Ungern från den kroatiska och bysantinska ockupationen.
Andreas fick en son, Salomon. Béla hade ingenting emot den sjuårige Salomons kröning, men hans fiender lätt Andreas tro, att Béla ville ha kronan. Eftersom han inte kände sig säker, flyttade Béla till Polen igen. Där organiserade han en armé, och 1061 angrep han Ungern. Andreas stupade i strid.

### Regeringstid
Efter sin seger gick Béla till Székesfehérvár, när han kröntes. Folket som samlades här fordrade att den hedniska ordningen skulle återställas, vilket utlöste János hednauppror. Rörelsen leddes av Johan, son till Vata (Vatafia János, bokstavlig betydelse "Johan Vatasson"). Béla bad om att få tre dagar för att tänka över saken, men därefter kallade han samman en armé från städerna i närheten och förstörde den hedniska rörelsen, som var den sista i Ungern.
Sedan han hade stabiliserat sin makt, gjorde Béla mycket för den kulturella och ekonomiska utvecklingen av Ungern. Han ville försvara landet mot Henrik IV 1063, men kunde inte avsluta kampen, för han dog i sitt palats i Dömös.
Béla begravdes i kyrkan i Szekszárd.

## Familj
Gift 1033 med Richeza, prinsessa av Polen
Barn:
1. Géza I av Ungern
2. Ladislaus I av Ungern (Laszlo I)

samt ytterligare sju barn

## Galleri

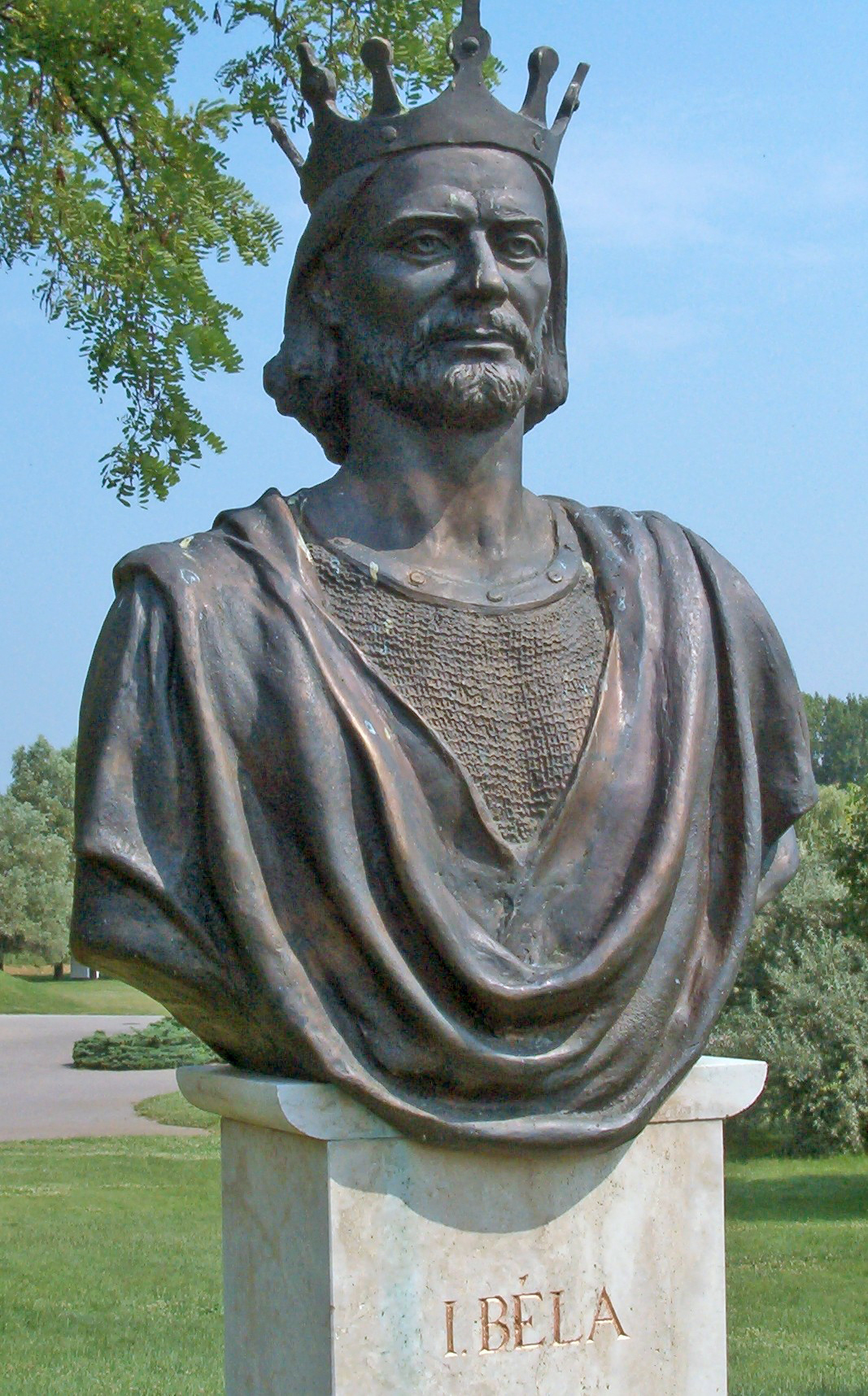
Byst av Bela I i Nationalhistoriska minnesparken i Ópusztaszer.